# Servei Català de Trànsit
El Servei Català de Trànsit (SCT) és un organisme dependent de la Generalitat de Catalunya encarregat de dissenyar i executar polítiques de seguretat viària a Catalunya.
La Generalitat rep la transferència de les competències en matèria de trànsit mitjançant la Llei orgànica 6/1997, de 15 de desembre. Posteriorment, el Parlament de Catalunya crea el Servei Català de Trànsit mitjançant la Llei 14/1997, de 24 de desembre.
El traspàs de la competència es tancarà amb el Reial decret 391/1998, de 13 de març, sobre el traspàs de serveis i funcions de l’Administració de l’Estat a la Generalitat de Catalunya en matèria de trànsit i circulació de vehicles de motor. El 4 de maig de 1998 es fa efectiu a Figueres el primer traspàs al cos de Mossos d’Esquadra de la vigilància del trànsit a les comarques gironines, que el 1999 s’amplia a les comarques lleidatanes, i el 2000, a tot el territori de Catalunya.
Així, amb l’assumpció de noves competències i la finalització del desplegament territorial s’assoleix la capacitat operativa d’actuar a tot el territori i de fer efectiu el caràcter de policia integral a tot Catalunya.